# Eremochroa macropa
Eremochroa macropa är en fjärilsart som beskrevs av Oswald Beltram Lower 1897. Eremochroa macropa ingår i släktet Eremochroa och familjen nattflyn. Inga underarter finns listade i Catalogue of Life.